# Elim Garak
Elim Garak è un personaggio immaginario dell'universo fantascientifico di Star Trek. Interpretato da Andrew J. Robinson,  compare nella serie televisiva Star Trek: Deep Space Nine. Garak è un esiliato Cardassiano ed ex spia della temuta organizzazione di intelligence chiamata Ordine Ossidiano. Garak durante l'esilio si è stabilito sulla stazione spaziale Deep Space Nine aprendo un negozio di sartoria.
Durante molti episodi della serie è in effetti un innocuo sarto, ma è anche un personaggio complesso da interpretare in quanto spesso accenna a segreti nascosti e retroscena, mostrando inaspettate competenze e conoscenze in svariati campi. Garak a volte prende parte, in modo volontario o per pura coincidenza, a operazioni sotto copertura per conto della Federazione che gestisce la stazione spaziale.
Garak è tra i pochi Cardassiani a non svolgere quasi mai il ruolo di antagonista. Sebbene agisca spesso per conto proprio e nell'interesse del suo popolo, finisce sempre con l'aiutare il prossimo, consapevolmente o meno, e grazie alle sue abilità si rivela col tempo un prezioso alleato della Federazione. Tuttavia, in qualche occasione gli altri Cardassiani avvisano il personale della Federazione del fatto che Garak è "un uomo molto pericoloso con una mente traditrice", ma tutto sommato nel corso della serie svolge un ruolo piuttosto positivo, pur mantenendo l'ambiguità tipica dei Cardassiani, alternando sensibilità e cordialità ad atteggiamenti sinistri e con molte diverse sfaccettature.

## Caratteristiche
Fin dai primi episodi in cui compare, Garak si mostra esternamente socievole ed educato (in netto contrasto con gli altri Cardassiani); tale carattere è usato per nascondere la certezza, o il sospetto della gente, del suo lavoro di spia. Nonostante si mostri come essere ottimista e di buone maniere, è ben noto per essere ingannevole persino con chi lo considera suo amico, come il dottor Julian Bashir. Garak è riservato, spesso crea delle storie elaborate su se stesso per sviare le domande in merito al suo esilio. Anziché rivelare segreti sulle sue abilità di osservatore, Garak tende a raccontare aneddoti con inseriti dei piccoli spunti per far giungere altri alle sue conclusioni, aiutando gli altri membri dell'equipaggio con la massima discrezione. Come suo padre, Enabram Tain, una volta disse di lui, una delle filosofie basilari di Garak era: «Mai dire la verità se puoi dire una bugia». Una volta Garak spiega la sua convinzione: «La verità, di solito, è solo una scusa per la mancanza d'immaginazione». Quando il dottor Bashir gli racconta la storia del ragazzo che gridava "al lupo! al lupo!", Garak, sentita la morale (nessuno crede a un bugiardo neanche se dice la verità), insiste sul fatto che la vera morale sia «non dovresti mai dire due volte la stessa bugia». Un'altra sua presa di posizione riguardo alla verità è che «la verità non è mai solo una, perciò non esiste; per quello non la dico mai».
In alcune occasioni afferma di avere la sensazione che tutti sulla stazione inizino a fidarsi di lui e trova la cosa snervante perché è una sensazione a cui non è abituato.
Nell'episodio Aiuta gli audaci Bashir lo accusa di essere un pessimista e Garak si difende affermando: «Spero sempre per il meglio. L'esperienza, sfortunatamente, mi ha insegnato ad aspettarmi il peggio». In diverse occasioni, quando un personaggio che è altrimenti fiducioso o idealista esprime una mancanza di fiducia (specialmente in "lui"), Garak reagisce positivamente, osservando che «potrebbe esserci ancora speranza per te».
Nonostante fosse stato un agente operativo dell'Ordine Ossidiano, Garak non si considera un soldato: pare poco portato per il combattimento, cerca sempre un modo per tenersi alla larga dai guai e quando lo scontro è inevitabile non ama ricorrere alla violenza, preferendo utilizzare l'astuzia. Col tempo vengono alla luce altre sue debolezze, come la claustrofobia o il fatto di essere piuttosto freddoloso.
In numerose occasioni si vede Garak perdere decisamente la pazienza e mostrare il suo lato violento, mentre altre volte è afflitto dai conflitti interni tra quello che gli dice la sua morale e i suoi doveri nei confronti del Comando Centrale cardassiano. Nonostante ci siano prove sostanziali che suggeriscono che Garak fosse un agente dell'Ordine Ossidiano, in diverse occasioni egli nega di essere mai stato coinvolto in quell'organizzazione, sostenendo di essere semplicemente «Garak puro e semplice, un sarto della Passeggiata» e che le sue difficoltà con il governo cardassiano erano derivanti da problemi di evasione fiscale. Garak ripeteva di frequente questa storia, perfino con persone che erano a conoscenza della verità (o parte di essa) sul suo passato, e perfino quelli che non ne erano a conoscenza, nella migliore delle ipotesi, trovavano dubbia questa sua affermazione.
Garak è affascinato dalla moda, la letteratura e l'architettura cardassiana. Il suo gioco preferito è il Kotra, un gioco da tavolo basato sulla strategia.
Non fa mistero di avere nostalgia di casa. Come ogni Cardassiano, è infatti molto legato alle proprie origini e soffre molto la sua condizione di esiliato, oltre al fatto di essere il solo Cardassiano rimasto su Deep Space Nine.

## Storia del personaggio

### Antefatti

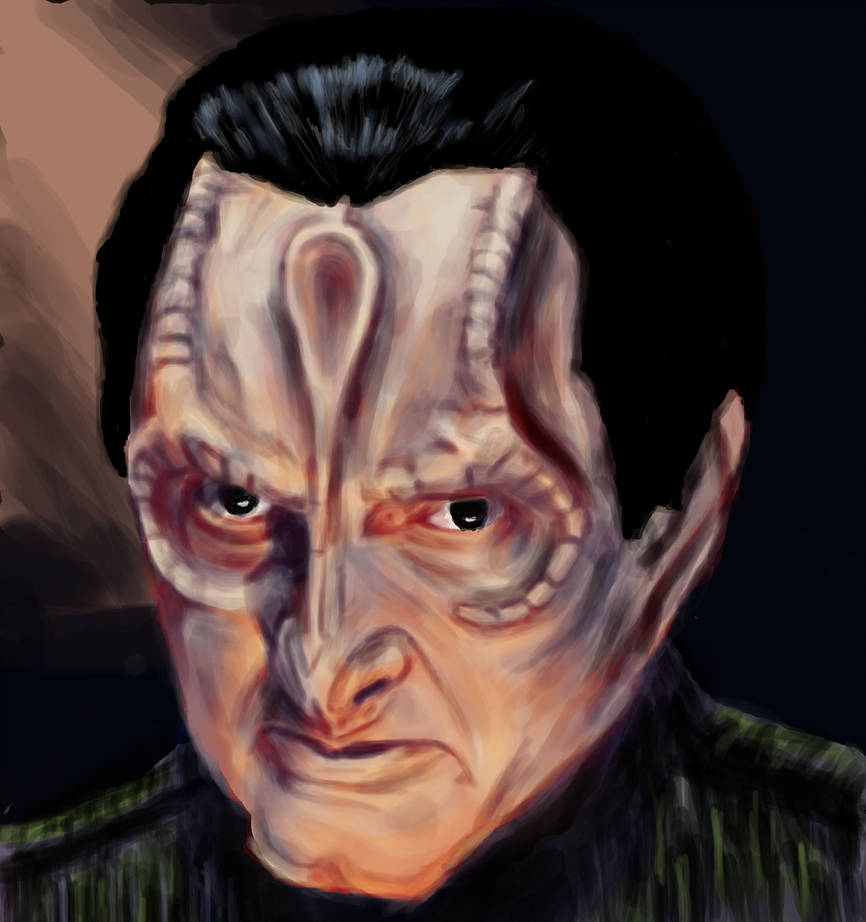
Dipinto che ritrae Elim Garak

La vita di Garak prima dei fatti di Deep Space Nine viene rivelata a poco alla volta agli altri personaggi della serie e al pubblico. Garak è antagonista di vecchia data del prefetto di Bajor, Gul Dukat. Nell'episodio Misure di sicurezza, Dukat afferma che fu un errore per suo padre essersi fidato di Garak, e più tardi, nell'episodio Per la causa, viene rivelato che Garak torturò e uccise il padre di Dukat. Nell'episodio Attacco ai Fondatori (parte seconda), Garak venne temporaneamente reintegrato nell'Ordine Ossidiano, e venne citato un incidente tra Dukat e Garak che coinvolgeva un mercante d'armi; Garak ammise l'intenzione di uccidere Dukat al suo ritorno su Cardassia. In seguito, Garak cadde in disgrazia, fu esiliato da Cardassia e fuggì sulla stazione spaziale cardassiana Terok Nor quando i Cardassiani si ritirarono dalla stessa lasciandola così alla Federazione e ai Bajorani. La ragione dell'esilio di Garak non è stata mai spiegata esplicitamente. Nell'episodio Il mistero di Garak, un delirante Garak dette tre versioni contraddittorie circa il suo esilio: la prima versione era che negli ultimi giorni dell'occupazione di Bajor aveva ucciso alcuni prigionieri in fuga, ma anche la figlia di un potente ufficiale militare cardassiano; la seconda che avendo avuto compassione di alcuni bambini bajoriani permise loro di scappare; e infine che era stato incastrato per aver lasciato fuggire i prigionieri bajoriani; a incastrarlo sarebbe stato il suo migliore amico che Garak chiamava "Elim", ma che nel corso dell'episodio si scopre essere il primo nome dello stesso Garak, e che nessun altro fosse a conoscenza di quanto stava raccontando. Nell'episodio Attacco ai Fondatori (parte prima), il vecchio mentore di Garak nell'Ordine, Enabran Tain, lo accusò chiaramente di aver tradito Cardassia, ma non ne fornì i dettagli.
Vengono rivelati particolari sugli abusi subiti nell'infanzia da Garak quando lo si vede in preda a un acuto attacco di panico. La sua claustrofobia sembrerebbe il risultato delle punizioni a cui Enabran Tain, suo stesso padre e capo dell'Ordine Ossidiano, lo sottoponeva quando non completava i suoi incarichi, punizioni che consistevano nel richiuderlo in un armadio, a volte anche per diverse ore. Questa sua condizione è stata esasperata quando da adulto fu coinvolto in un incidente dove rimase intrappolato nel crollo di un edificio. Nell'episodio Immagine residua, Garak riesce a superare un acuto attacco di claustrofobia solo grazie all'aiuto di Ezri Dax, che si era appena stabilita su Deep Space Nine quale ufficiale psicologo, mentre lo aiuta a comprendere e ad accettare i suoi sensi di colpa per il suo ruolo nella guerra con il Dominio, tra i quali la decodifica dei messaggi cardassiani per conto della Federazione.
Per guadagnare l'approvazione del padre, Garak ne seguì le orme unendosi all'Ordine Ossidiano; per un certo tempo fu di stanza su Romulus con l'incarico di copertura di giardiniere all'ambasciata cardassiana (con ogni probabilità fu coinvolto nell'assassinio di diversi ufficiali romulani), finché fu trasferito dai Cardassiani sul pianeta occupato Bajor. Il suo ruolo di agente dell'Ordine Ossidiano suggerisce che Garak fosse uno dei loro più abili agenti, con un particolare talento per gli interrogatori. Garak ha mostrato le sue abilità nel combattimento corpo a corpo, nella programmazione e nella riparazione dei computer e nella violazione dei codici. Questi talenti vennero alla luce in diverse occasioni, tanto che il capitano Sisko se ne serve reclutando Garak per farlo lavorare al fianco del personale della Federazione, specialmente nel corso della Guerra del Dominio. Nell'episodio Il momento di resistere, Garak si unisce a un reparto della Flotta Stellare al comando del capitano Sisko nel corso di una missione con lo scopo di distruggere un deposito di rifornimenti vitale per i Jem'Hadar.
Nella terza stagione di Star Trek: Deep Space Nine, nel corso del tentativo romulano–cardassiano di distruggere il pianeta natale dei Fondatori, a Garak viene data la possibilità di ritornare su Cardassia, dimostrando a Tain di essere un degno agente dell'Ordine Ossidiano. Garak viene incaricato di interrogare e torturare il capo della sicurezza di Deep Space Nine, Odo, il cui popolo fondò il Dominio. Sebbene riluttante, Garak accetta l'incarico per dimostrare a Tain la sua fedeltà e per evitare che chiunque altro assuma quell'incarico. Durante l'interrogatorio, Garak si sorprende nello scoprire che non abbia più lo stomaco per le torture a sangue freddo ed è inorridito di quanto sia andato avanti prima che Odo riveli i suoi segreti (che alla fine si rivelano essere insignificanti per la loro missione). Garak torna su Deep Space Nine con Odo dopo essersi scusato con lui e fra i due si instaura un legame particolare quando realizzano quanto abbiano in comune e quanto siano più simili di quanto abbiano pensato prima, entrambi con il desiderio di tornare a casa tra la propria gente ma entrambi costretti in esilio. Più avanti nella serie, nel corso dell'episodio All'ombra del Purgatorio, quando Garak si reca con Worf nel Quadrante Gamma alla ricerca dei sopravvissuti del fallito attacco ai Fondatori, un Tain morente ammette di fronte a testimoni di essere il padre di Garak, svelando i suoi profondi sentimenti nei suoi confronti e infine di quanto sia orgoglioso di lui come figlio.
(Enabran Tain a Garak nell'episodio All'ombra del purgatorio)
Tra la quarta e la quinta stagione Garak stringe un profondo legame di amicizia con Zyal, la figlia illegittima di Gul Dukat, per metà Cardassiana e metà Bajoriana, la quale passa molto tempo insieme a lui rendendogli meno pesante l'esilio. Malgrado la differenza di età, Zyal è attratta da Garak, sebbene lui rifiuti garbatamente le sue attenzioni, poiché è convinto di non meritarle. La sua amicizia con Zyal provoca il disappunto di Dukat, che arriverà anche a disconoscere la figlia dopo che lei si è rifiutata di lasciare Deep Space Nine.
Dopo aver svolto diverse missioni in collaborazione con l'equipaggio della stazione ed essersi conquistato col tempo la loro fiducia, nelle due stagioni finali della serie Garak dà la sua completa fedeltà alla Federazione, principalmente perché il suo vecchio rivale politico, Gul Dukat, prende il controllo di Cardassia alleandosi con il Dominio. Garak usa quindi le sue conoscenze per aiutare la Federazione nella guerra con il Dominio e Cardassia. Insieme a Sisko, Garak induce i Romulani a entrare nella guerra del Dominio al fianco dell'alleanza Federazione-Klingon creando prove di un incontro a massimi vertici del Dominio in cui veniva pianificata l'invasione di Romulus. Quando il senatore romulano inviato per verificare la veridicità delle prove stesse si rende conto che queste erano state artefatte, viene eliminato con una bomba sulla sua navetta, scaturendo l'ingresso dei Romulani nella guerra. Garak sviluppa un grave trauma psicologico prendendo coscienza di aver contribuito alla morte dei suoi compagni cardassiani. Durante l'occupazione temporanea dei Cardassiani su Deep Space Nine, Garak assiste sconvolto all'assassinio di Zyal. Verso la fine della guerra Garak presta servizio come ufficiale di collegamento tra la Federazione e il Legato Damar, capo della ribellione cardassiana contro il Dominio, insieme al tenente colonnello Kira Nerys della Milizia bajoriana. Per rappresaglia a questa ribellione, il Dominio uccide 800 milioni di Cardassiani e devasta gran parte di Cardassia Primo. Alla fine della guerra, liberata Cardassia dal controllo del Dominio, l'esilio di Garak ha finalmente termine.

### Deep Space Nine
Garak è stato introdotto nel terzo episodio della prima stagione di Deep Space Nine, Il terrorista, nel corso del quale egli si vede nei pressi del Replimat della stazione, dove si presenta a uno sconcertato dottor Julian Bashir semplicemente come "Garak", un sarto esiliato da Cardassia. Tra l'equipaggio di Deep Space Nine, Garak è conosciuto come "la spia", essendo l'unico Cardassiano rimasto sulla stazione dopo il ritiro dal pianeta Bajor dell'Unione Cardassiana.
Garak dapprima nega il suo coinvolgimento con il temuto Ordine Ossidiano, e solo in seguito, quando richiesto dalla trama, rivela i suoi legami con l'Ordine. Dall'evolversi dell'amicizia che lo lega a Bashir, viene rivelato che Garak è stato uno dei più importanti agenti dell'Ordine, e che è stato esiliato da Cardassia per motivi non meglio specificati. Viene suggerito che il suo esilio possa essere dovuto alla fuga di prigionieri durante l'occupazione di Bajor o dal tradimento di Enabran Tain, il capo dell'Ordine Ossidiano, che più avanti si rivela essere il suo rancoroso padre biologico.
La sua costante ed enigmatica riservatezza lo rende un personaggio di grande interesse e importanza. Svolge anche un ruolo cruciale nell'ultima parte della serie utilizzando i suoi contatti su Cardassia e l'addestramento ricevuto come agente segreto per aiutare la Federazione nella guerra contro il Dominio. Nelle ultime puntate si delinea per lui il destino di leader di Cardassia, che alla fine trova praticamente rasa al suolo e anche se i suoi alleati (la Federazione, i Klingon, i Romulani e Bajoriani) si impegneranno nella ricostruzione, non cambia il fatto che Garak, normalmente furbo e sicuro di sé, rimane agghiacciato da tale visione.
Garak appare in tutte e sette le stagioni per un totale di 37 episodi dei 176 che compongo la serie Deep Space Nine, compreso l'episodio finale.

### Universo dello specchio
Nell'Universo dello specchio Garak è un Gul dell'Esercito cardassiano, malvagio e sadico. È il secondo in comando dell'Intendente Kira, ma risentito della sua autorità. La controparte di Worf dell'universo dello specchio incolpa personalmente Garak per aver perso la stazione Terok Nor a seguito della ribellione degli schiavi terrestri (umani), anche se Garak ne incolpa Kira e cercava di manipolare Worf per cercare di vendicarsi di lei.
A Robinson non piaceva interpretare questa versione di Garak, in quanto questo personaggio mancava della profondità e della complessità della sua controparte, che è invece un semplice infido tirapiedi. Questo fatto è reso evidente nel corso della sua ultima apparizione, quando Quark, Rom e Zek arrivano nell'Universo dello Specchio. Quark e Rom criticano il Garak dello Specchio per il suo piano di ucciderli semplicemente parlandogli del modo elaborato e raffinato che il Garak "originale" avrebbe usato; questa critica ha il risultato di distrarre Garak che dopo qualche minuto viene ucciso dall'alter-ego di Ezri Tigan.

### Altri media

#### Romanzi
Nel romanzo A Stitch in Time, scritto da Andrew Robinson, viene ulteriormente esplorata la vita di Garak. Il romanzo è incentrato su una lettera di Garak a Bashir nella quale viene descritto un Garak coinvolto nella ricostruzione politica e sociale di Cardassia. Questo romanzo ha un seguito nel racconto The calling contenuto nel libro Prophecy and change.
Nel romanzo ispirato a Deep Space Nine, The never-ending sacrifice, Garak ha assunto l'incarico di ambasciatore cardassiano presso la Federazione Unita dei Pianeti. Nel romanzo Mere Mortals, che fa parte della trilogia Star Trek: Destiny, Garak viene convocato a una riunione d'emergenza con il presidente della Federazione Nanietta Bacco. Bacco ha convocato questa riunione senza precedenti in quanto i Borg hanno lanciato l'invasione dello spazio locale con l'intenzione di spazzare via completamente tutte le forme di vita senziente. A seguito di alcune concessioni territoriali, Garak ha accettato di cercare di convincere il Castellano (Capo di Stato) dell'unione Cardassiana a contribuire fornendo le navi per una massiva risposta alleata ai Borg.
Nel romanzo The Crimson Shadow, che fa parte della miniserie Star Trek: The Fall, l'Enterprise E trasporta l'Ambasciatore Garak a casa su Cardassia allo scopo di sovrintendere al ritiro finale della Flotta Stellare dallo spazio cardassiano. Comunque, questa attesa quanto mera formalità nei rapporti tra Federazione e Cardassia ha attirato l'attenzione dei terroristi cardassiani coinvolti nell'assassinio del Presidente della Federazione Bacco. Alla fine del romanzo, Garak decide di candidasi per l'incarico di Castellano, al quale infine viene eletto.

## Sviluppo
Il personaggio Garak doveva apparire in un unico episodio; Robinson ha dichiarato di aver interpretato il personaggio per il semplice fatto che in quel periodo aveva bisogno di soldi per poter pagare le bollette. I produttori furono talmente impressionati dall'interpretazione di Robinson che decisero di sviluppare il personaggio quando Robinson accettò di tornare. La decisione di aggiungere Garak nella serie ha portato il personaggio a diventarne uno dei personaggi chiave trasformandolo in un personaggio importante di un'insolita complessità e risonanza.
La performance iniziale di Robinson nel ruolo di Garak fu esaminata e fu interpretata come se Garak fosse omosessuale o bisessuale. Robinson ha negato che la sua interpretazione di Garak fosse intesa a rappresentarlo come omosessuale e ha sottinteso che lo stesso fosse pansessuale. Come risultato di questa controversia, Robinson rimosse quella particolare caratteristica da Garak.
(Andrew J. Robinson)
Garak passa dall'essere un personaggio semplicemente misterioso a uno complesso e riservato. Robinson ha dichiarato che la complessità del personaggio Garak non venisse dalle sue bugie, ma piuttosto dal suo rifiuto di elaborare se stesso.
(Andrew J. Robinson)

## Interpreti

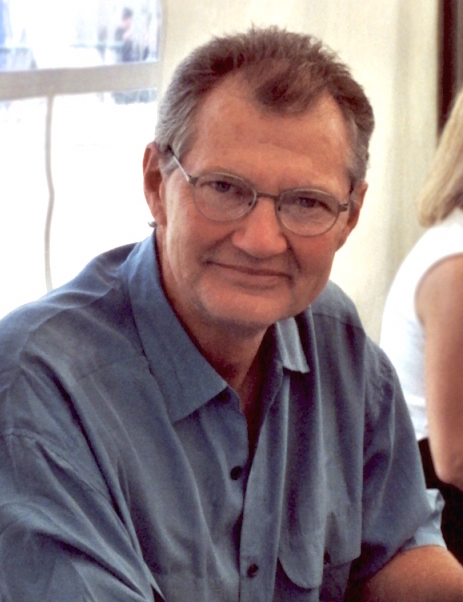
Andrew Robinson, interprete di Elim Garak

Elim Garak viene interpretato dall'attore statunitense Andrew Robinson, celebre per aver interpretato il serial killer Scorpio nel film Ispettore Callaghan: il caso Scorpio è tuo! e Larry Cotton nel film horror Hellraiser di Clive Barker. Robinson impersona Garak in 37 episodi della serie televisiva Star Trek: Deep Space Nine, tra il 1993 e il 1999, e in 4 episodi della miniserie Alone Together: A DS9 Companion, nel 2020. Presta inoltre la voce al personaggio nei videogiochi Star Trek: Deep Space Nine - The Fallen (2000) e Star Trek Online (2010).
Negli anni 2000, firmandosi Andrew J. Robinson, l'attore scrive inoltre alcuni racconti per la Pocket Books, ambientati nell'universo di Star Trek e con protagonista il proprio personaggio di Elim Garak, tra cui i citati Stitch In Time e The calling, quest'ultimo contenuto nel volume collettivo Prophecy and change.
Nell'edizione italiana di Deep Space Nine, Elim Garak viene doppiato da ben quattro differenti doppiatori nel corso della serie: Paolo Buglioni lo doppia nella prima stagione, Luigi Montini nella seconda stagione, Giancarlo Padoan nella terza stagione e infine Franco Mannella dalla quarta alla settima stagione.

## Accoglienza
Nel 2009, IGN ha posto Garak al quattordicesimo posto nella classifica dei migliori 25 personaggi della saga di Star Trek.
Nel 2017, Screen Rant ha posto Garak al quattordicesimo posto nella classifica dei migliori 20 personaggi nella storia di Star Trek. Screen Rant ha notato che il personaggio è amato dai fan, anche se sembra avere una qualità morale discutibile che alimenta l'aura di mistero intorno all'alieno cardassiano apparentemente esiliato; inoltre ha notato che l'attore che lo ha interpretato ha scritto A stitch in time, raccomandando questo personaggio di Star Trek: Deep Space Nine agli appassionati.
Nel 2018, CBR.com ha posto Garak al secondo posto nella classifica dei migliori 20 personaggi ricorrenti nella storia di Star Trek.

## Filmografia
- Star Trek: Deep Space Nine - serie TV, 37 episodi (1993-1999)
- Alone Together: A DS9 Companion - miniserie TV, 4 episodi (2020)

## Libri (parziale)

### Romanzi
- (EN) Greg Cox e John Gregory Betancourt, Devil in the Sky, collana Star Trek: Deep Space Nine, n. 11, New York, Pocket Books, 1995, ISBN 0671881140.
- (EN) Andrew J. Robinson, A Stitch in Time, collana Star Trek: Deep Space Nine, n. 27, New York, Pocket Books, 2000, ISBN 0671038850.
- (EN) Andrew J. Robinson, The Calling, in Prophecy and Change, collana Star Trek: Deep Space Nine, New York, Pocket Books, 2003, ISBN 978-0-7434-7073-5.
- (EN) Una McCormack, The never-ending sacrifice, New York, Pocket Books, 2008, ISBN 978-1-4391-0961-8.
- (EN) David Mack e Stephan Martiniere, Mere Mortals, collana Star Trek: Destiny, vol. 2, New York, Pocket Books, 2009, ISBN 978-1-4516-7170-4.
- (EN) Una McCormack, The Crimson Shadow, collana Star Trek: The Fall, vol. 2, New York, Pocket Books, 2013, ISBN 978-1-4767-2220-7.
- (EN) Una McCormack, Enigma Tales, collana Star Trek: Deep Space Nine, New York, Pocket Books, 2017, ISBN 1501152580.

## Giochi

### Videogiochi
- Star Trek: Deep Space Nine - The Fallen (2000)
- Star Trek Online (2010)